# Торпедоносці (фільм)
«Торпедоносці» (рос. «Торпедоносцы») — російський радянський повнометражний кольоровий художній фільм-драма, поставлений на Кіностудії «Ленфільм» в 1983 році режисером Семеном Аранович за мотивами військових розповідей Юрія Германа.
Прем'єра фільму в СРСР відбулася в серпні 1983 року.

## Зміст
Дія фільму розгортається під час Другої світової війни. На екрані з'являються льотчики одного з гарнізонів морської авіації. У фільмі немає пихи, стереотипних героїв і моментів. Усі персонажі – особистості, кожен зі своєю долею і життям, у якому є місце і смутку, і любові, і сміху.

## Ролі
- Родіон Нахапетов — старший лейтенант Олександр Білобров
- Олексій Жарков — старшина Федір Черепець
- Андрій Болтнєв — інженер-капітан Гаврилов
- Станіслав Садальський — старший лейтенант Дмитрієнко
- Тетяна Кравченко — Маруся-кухарка
- Віра Глаголєва — Шура
- Надія Лукашевич — Настя
- Олександр Сирін — майор Плотников
- Юрій Кузнецов — підполковник Фоменко, командир авіаполку
- Юрій Дуванов — Веселаго
- Всеволод Шиловський — Артюхов
- Олександр Филіппенко — генерал авіації
- Володимир Баранов — Сьомушкін
- Євген Артем'єв
- Митя Михайлов — Ігор Гаврилов
- Сергій Бехтерєв — підполковник Курочкін
- Сергій Внуков (в титрах зазначений як — В. Внуков)
- Едуард Володарський — гвардії капітан
- В'ячеслав Воронін
- Резо Імнаїшвилі — доктор
- Олександр Поляков
- Володимир Сітанов
- Микола Сметанін
- Валерій Хлуднів
- Любов Малиновська — Серафима
- Єлизавета Никіщихіна — мама Шури
- Світлана Костюкова - медсестра

## В епізодах
- Н. Іванчук
- Юрий Томошевський (в титрах зазначений як — Ю. Томашевський)
- Анатолій Горін — збитий фашистський ас
- Олена Іванова
- Ольга Єлісєєва
- Вадим Михеєнко
- Ю. Єрофієв
- Юрій Прокоф'єв
- Сергій Пріхненко— Крищенко
- Л. Бикова
- І. Матвієвська
- Олександр Смирнов
- Володимир Валов
- Олександр Чабан
- Л. Островський
- Олег Крутіков
- А. Моїсеєва
- У титрах не вказані:
- Олексій Алексієв — командувач
- Віктор Бешляга — артист-ліліпут
- В'ячеслав Воронін
- Микола Дік — льотчик
- Леонід Коронов — військовий льотчик

## Знімальна група
- Автор сценарію — Світлана Кармаліта; Олексій Герман (у титрах не позначений: «…Я був практично звільнений з "Ленфільму". Тому-то мого імені немає в титрах ні "Торпедоносцем", ні інших восьми сценаріїв, которые мы написали со Светланой»). За мотивами незакінченої повісті Юрія Германа «Здравствуйте, Марія Миколаївна», закінченою Олексієм Германом та Світланою Кармалітой.
- Режисер-постановник - Семен Аранович
- Оператор-постановник - Володимир Ільїн
- Художник-постановник - Ісаак Каплан
- Композитор - Олександр Кнайфель
- Звукооператор - Галина Лукіна
- Редактор - Всеволод Шварц
- Головний консультант - генерал-лейтенант авіації В. П. Потапов
- Консультанти:
адмірал Б. Є. Ямковий
віце-адмірал В. C. Кругляков
полковник В. Бондаренко
Л. Боброва
- Режисери - І. Мілютенко, І. Іванов
- Оператор - Євген Гуревич
- Монтаж - Олександри Борівської
- Грим - Миколи Пилявського
- Костюми - Т. Томашевської, Наталії Кочергіної
- Комбіновані зйомки:
Оператор - Михайло Покровський
Художник - В. Соловйов
- Диригент - Олег Куценко
- Хормейстер - Аркадій Штейнлухт
- У фільмі використані інструменти - Фелікса Равдонікаса
- Художники-декоратори - Віктор Іванов, Юрій Пошегорев
- Художник-фотограф - Юрій Зайцев
- Майстер світла - А. Ломакін
- Піротехніки - А. Воронков, А. Мезерін
- Асистенти:
режисера - Сергій Аврутін, С. Байкова, А. Дружков, Г. Ізотова, Гала Капицька
оператора - В. Біанкі, С. Бірюк, І. Морозов, Г. Мурашов
художника - І. Чиркунов
з монтажу - І. Арсеньєва
- Адміністративна група - Ада Стависька, В. Юмакова, В. Кузнецьов, А. Карабанов, В. Ініхов
- Директор картини - Олексій Гусєв

## Нагороди
- Срібна медаль ім. А. П. Довженко Світлані Кармаліті, Семену Арановичу, Володимиру Ільїну, Ісааку Каплану, Родіону Нахапетову, Олексію Жаркову (1984)
- Приз за найкращий фільм військово-патріотичної тематики. Диплом журі (Володимиру Ільїну)
- Диплом Червонопрапорного Київського військового округу фільму на XVII ВКФ (1984) (Київ)
- Державна премія СРСР 1986 року. Лауреати: Світлана Кармаліта, Семен Аранович, Володимир Ільїн, Ісаак Каплан, Родіон Нахапетов
- У прокаті фільм подивилися 11,5 млн глядачів.

## Цікаві факти
За відгуками численних ветеранів Німецько-радянської війни - льотчиків, серед фільмів про авіацію у війні фільм "Торпедоносці" є найбільш наближеним до реальності.